# Патрик (Щипско)
 Тази статия е за бившето село в Щипско.  За селото в Сярско вижте Патрик (дем Висалтия).  
Патрик (на македонска литературна норма: Патрик) е бивше село в община Щип, Северна Македония.

## География
Патрик е било разположено на няколко километра южно от село Степанци, на билото на Конечката планина (Серта).

## История
В XIX век Патрик е малко българско село в Щипска каза на Османската империя. Според статистиката на Васил Кънчов („Македония. Етнография и статистика“) от 1900 година Патрик има 80 жители, всички българи християни.
В статистиката на секретаря на Българската екзархия Димитър Мишев („La Macédoine et sa Population Chrétienne“) от 1905 година селото (Patrik) фигурира два пъти – със 112 и 120 жители българи екзархисти.
При избухването на Балканската война в 1912 година двама души от Патрик са доброволци в Македоно-одринското опълчение.
След Междусъюзническата война в 1913 година селото остава в Сърбия. По време на войната е изгорено от сръбските войски. От 1988 година в селото се възстановява църквата „Свети Илия“.

## Личности
Родени в Патрик
- Пано Патриклиев (1878 – сл. 1951), български революционер, деец на ВМОРО
- Стойчо (Стойче) Филев (Филипов), македоно-одрински опълченец, 25-годишен, жител на Щип, работник, неграмотен, 4 рота на 3 солунска дружина[5]